# サーカス (スイスのバンド)
サーカス（Circus）は、スイスのプログレッシブ・ロック・バンド。

## 来歴
1972年、ローランド・フレイ、アンドレアス・グリーダー、マルコ・チェルレッティ、フリッツ・ハウザーにより結成。
1976年、ファースト・アルバム『サーカス・デビュー!』録音。1977年、セカンド・アルバム『ムーヴィン・オン』録音。
1978年、サーカス・オールスター・バンド (Circus All Star Band)名義でアルバム『ライヴ』録音。
1980年、グリーダーが脱退し、サーカス・オールスター・バンドに参加していたステファン・アマンが加入。サード・アルバム『フィアレス・ティアレス・アンド・イーヴン・レス』録音。ハウザー脱退。
ハウザーはアマン、ステファン・グリーダーとブルー・モーション (Blue Motion)を結成。ファースト・アルバム『ブルー・モーション』録音。
その後、ハウザーは打楽器奏者として、チェルレッティはスティック奏者としてソロ活動を行っている。

## メンバーと担当楽器

### 第1期 1972年 - 1977年
- ローランド・フレイ (Roland Frei) - ボーカル、アコースティックギター、サックス
- アンドレアス・グリーダー (Andreas Grieder) - フルート、サックス、パーカッション、ボーカル
- マルコ・チェルレッティ (Marco Cerletti) - ベース、ベース・ペダル、12弦ギター、ボーカル
- フリッツ・ハウザー (Fritz Hauser) - ドラム、ヴィヴラフォン、パーカッション

ファースト・アルバム『サーカス・デビュー!』、セカンド・アルバム『ムーヴィン・オン』録音。

### サーカス・オールスター・バンド 1978年
- ローランド・フレイ (Roland Frei) - ボーカル、アコースティックギター
- アンドレアス・グリーダー (Andreas Grieder) - フルート、サックス
- マルコ・チェルレッティ (Marco Cerletti) - ベース、アコースティックギター
- フリッツ・ハウザー (Fritz Hauser) - ドラム

+
- ステファン・アマン (Stephan Ammann) - オルガン
- エリック・フルッキガー (Eric Flückiger) - ギター
- シヴェール・シェイファー (Shiver Schafer) - ギター
- ディシュジ・ガッツヴィラー (Dischgi Gutzwiller) - ドラム
- アラン・ソロモン (Alan Solomon) - サックス
- テオドール・ヨスト (Theodor Jost) - トランペット、フリューゲルホルン
- コリーナ・クルシェラス (Corina Curschellas) - ボーカル
- キャスリン・ゴルヴィッチ (Kathryn Gurewitsch) - ボーカル
- ポロ・ホーファー (Polo Hofer) - ボーカル、パーカッション

ライブ・アルバム『ライヴ』録音。

### 第2期 1980年
- ローランド・フレイ (Roland Frei) - ボーカル、ギター、サックス
- マルコ・チェルレッティ (Marco Cerletti) - ベース、ギター
- フリッツ・ハウザー (Fritz Hauser) - ドラム、ヴィヴラフォン、パーカッション
- ステファン・アマン (Stephan Ammann) - オルガン、シンセサイザー

サード・アルバム『フィアレス・ティアレス・アンド・イーヴン・レス』録音。

### ブルー・モーション (Blue Motion) 1980年
- フリッツ・ハウザー (Fritz Hauser) - ドラム、シロフォン
- ステファン・アマン (Stephan Ammann) - オルガン、シンセサイザー、エレクトリック・ピアノ、クラヴィネット
- ステファン・グリーダー (Stephan Grieder) - ピアノ

ファースト・アルバム『ブルー・モーション』録音。

## ディスコグラフィ

### スタジオ・アルバム
- 『サーカス・デビュー!』 - Circus (1976年、Zytglogge)
- 『ムーヴィン・オン』 - Movin' On (1977年、Zytglogge)
- 『フィアレス・ティアレス・アンド・イーヴン・レス』 - Fearless Tearless And Even Less (1980年、Illuminatus)

### ライブ・アルバム
- 『ライヴ』 - Live (1978年、Zytglogge) ※サーカス・オールスター・バンド名義

### 関連アルバム
- ブルー・モーション : 『ブルー・モーション』- Blue Motion (1980年)
- Lazy Poker Blues Band (Roli Frei) : Soul Food (1980年)
- Lazy Poker Blues Band (Roli Frei) :  Dealin' with feeling (1984年)
- Fritz Hauser : Solodrumming (1989年)
- Various (Swiss Band Aid, Roli Frei) : Sons & Father (1993年)
- Marco Cerletti : Random And Providence (1996年)
- Roli Frei & Soulful Desert : Stranger In My House (1999年)
- Roli Frei & Soulful Desert : Floating Awake (2002年)
- Roli Frei & Soulful Desert : Strong (2010年)